# Rajd Tysiąca Jezior 1967
Rajd 1000 Jezior 1967 (17. Jyväskylän Suurajot - Rally of the 1000 Lakes) – 17. edycja rajdu samochodowego Rajdu 1000 Jezior rozgrywanego w Finlandii. Rozgrywany był od 18 do 20 sierpnia 1967 roku. Była to trzynasta runda Rajdowych Mistrzostw Europy w roku 1967.

## Klasyfikacja rajdu
| Miejsce                      | Kierowca                     | Pilot                        | Samochód                     | Czas                         | Strata                       |                              |
| Klasyfikacja generalna i ERC | Klasyfikacja generalna i ERC | Klasyfikacja generalna i ERC | Klasyfikacja generalna i ERC | Klasyfikacja generalna i ERC | Klasyfikacja generalna i ERC | Klasyfikacja generalna i ERC |
| ---------------------------- | ---------------------------- | ---------------------------- | ---------------------------- | ---------------------------- | ---------------------------- | ---------------------------- |
| 1.                           | Timo Mäkinen                 | Pekka Keskitalo              | Morris Cooper S              | 1:54:51                      | 0.0                          |                              |
| 2.                           | Simo Lampinen                | Klaus Sohlberg               | Saab V4                      | 1:55:00                      | +9                           |                              |
| 3.                           | Hannu Mikkola                | Anssi Järvi                  | Volvo 122                    | 1:56:35                      | +1:44                        |                              |
| 4.                           | Ove Andersson                | Agne Nordlund                | Ford Cortina Lotus MK2       | 1:57:38                      | +2:47                        |                              |
| 5.                           | Bengt Söderström             | Gunnar Palm                  | Ford Cortina Lotus MK2       | 1:57:47                      | +2:56                        |                              |
| 6.                           | Ove Eriksson                 | Lars-Erik Carlström          | Opel Rekord                  | 1:59:12                      | +4:21                        |                              |
| 7.                           | Pauli Toivonen               | Erkki Salonen                | Lancia Fulvia Rallye 1,3 HF  | 1:59:47                      | +4:56                        |                              |
| 8.                           | Carl Orrenius                | Gustaf Schröderheim          | Saab V4                      | 2:00:11                      | +5:20                        |                              |
| 9.                           | Berndt Jansson               | Erik Pettersson              | Renault 8 Gordini            | 2:00:23                      | +5:32                        |                              |
| 10.                          | Håkan Lindberg               | Bo Reinicke                  | Saab V4                      | 2:01:04                      | +6:13                        |                              |